# 南山路街道 (阳泉市)
南山路街道，是中国山西省阳泉市城区下辖的一个乡级行政区单位。

## 行政区划
南山路街道下辖以下地区：
朝阳街社区、北岭社区、新华西街社区、龙躺梁社区、阳坡垴社区、南深沟社区、南庄路社区、南山北路社区、新华东街社区、南煤社区、大阳泉矿社区和阳光社区。